# 东北延胡索
东北延胡索（学名：Corydalis ambigua），又名元胡、玄胡等，荷包牡丹科紫堇属多年生草本植物，球形块茎。夏季开花，总状花序，花瓣蓝紫色，秋季挂圆柱形蒴果，两端渐狭。株高10－20厘米，葉为椭圆形，小葉3枚一组。其块茎为传统中药之一，在中药中将东北延胡索与主产于中国浙江和江苏的延胡索（Corydalis yanhusuo）统称为延胡索。
东北延胡索含有多种生物碱，性辛、苦，温，主要用作活血，利气，镇痛、镇静、催眠之用。